# Michael Curtis
Michael Curtis é um produtor de televisão e escritor. É um dos criadores da série Jonas L.A..